# François Arnal
François Arnal fue un artista contemporáneo francés, nacido el 2 de octubre de 1924 en La Valette-du-Var.
Estuvo vinculado al movimiento de la abstracción lírica y el arte informal.

## Datos biográficos
François Arnal nació en una familia de bodegueros de la región de Var. Después de la escolarización en la escuela secundaria en Toulon, continuó en la Universidad de Aix-en-Provence, donde estudió derecho y letras.
En 1943, se unió a la resistencia francesa y se unió a los maquis de Auvergne.
Después de la guerra, François Arnal volvió a la pintura en 1947.
En 1948, llegó a la capital francesa, París, donde conoció a pintores como Pierre Dmitrienko, Serge Rezvani o Quentin, y escritores, entre ellos Raymond Queneau, Hubert Juin, J.C. Lambert y Alain Jouffroy.
Participó en el movimiento de la abstracción lírica (con Charles Estienne - fr:) y el arte informal (con Michel Tapié).
Desde 1960, François Arnal se dedicó a la escultura. Después vivió en Estados Unidos seis meses al año, donde expuso y trabajó hasta 1964, cuando se estableció en París.
En 1968, Arnal dejó de pintar y abrió el Atelier A en París, que produce ediciones de objetos creados por artistas (mesas, lámparas).
En 1975, volvió a la pintura y la escultura y comenzó a escribir novelas y obras teatrales. 
En 2009 volvió a dibujar y diseñó la mesa Véli Vélo, que fue editada en una serie de 50 unidades y firmada François Arnal, Atelier A.

## Obras (selección)
- L'Éclipse, 1954, óleo sobre lienzo, firmado y fechado abajo a la derecha, 54,5 x 33 cm, Museo de Évreux.
- Série des élémentaires pour une dynamique blanche, acrílico sobre lienzo, 176 x 175 cm, 1980, Museo de arte de Toulon (en francés:Musée d'art de Toulon)

Libros
- Pruneaux crus, pruneaux cuits (30 ans après Sévère) ISBN 2-7022-0841-X
- Histoire d'un livre, junto Raymond Queneau, ISBN 2-7427-4108-9[2]

## Citas
« On ne sait rien du tout, d'où on est, où on va, sauf qu'il faut aimer la vie, la vie... et j'aime la vie. »

No sabemos nada en absoluto, dónde estamos, a dónde vamos, pero debemos amar la vida, la vida ... y yo amo la vida.